# De Grady
De Grady is een Zuid-Nederlandse adellijke familie.

## Geschiedenis
De familie de Grady maakte fortuin door het beroep van huidenvetters uit te oefenen in de Landen van Overmaas. Dit bracht sommige van de nazaten tot beroepen zoals advocaat en magistraat of tot functies zoals schepen en raadsheer van Luik. Vleiende huwelijken lieten ze binnentreden in de aristocratie van het prinsbisdom en weldra volgden verheffingen in de adel. Zo trof men in de zeventiende eeuw aan:
- Albert Grady, aan wie keizer Leopold I in 1694 erfelijke adel verleende. Deze familietak doofde weldra uit.

Een naamgenoot was Albert Grady, getrouwd met Anne de Bomersomme. Hij had een zoon, Henri Grady, getrouwd met Anne de Lherneux. Die zijn zoon was Pierre-Henri de Grady, getrouwd met Cornélie d'Auxbrebis, dochter van een burgemeester van Luik. In 1705 verleende keizer Jozef I aan Pierre-Henri erfelijke adel met de titel van ridder van het Heilig Roomse Rijk, overdraagbaar op alle mannelijke afstammelingen. Hij had het jaar voordien de heerlijkheid en het kasteel van Brialmont in Tilff aangekocht.
Ridder Pierre-Henri de Grady (1643-1724) had drie getrouwde zoons uit wie vijf verschillende familietakken sproten:
- Henri de Grady (1683-1757) stond aan de oorsprong van drie takken:
  - de Grady de Horion,
  - de Grady de la Neuville,
  - de Grady de Brialmont,
- Michel de Grady (1684-1758) stond aan de oorsprong van de tak:
  - de Grady de Croenendael,
- Albert de Grady (1698-1777) stond aan de oorsprong van de tak:
  - de Grady de Bellaire.

Niet alle de Gradys werden mee in de adel opgenomen. Zo was er onder meer Charles-Antoine de Grady (Luik, 26 november 1712 - 9 juli 1767), die hulpbisschop werd van Luik. Hij was een zoon van Henri de Grady - de Salms en werd niet mee als adellijk en als ridder vermeld. Hij werd de regelmatige bewoner van het kasteel van Brialmont in Tillf. Dit kasteel werd in 1869 door de erfgenamen verkocht en werd in de twintigste eeuw de abdij van Brialmont voor trapistinnen.

## De Grady de Horion

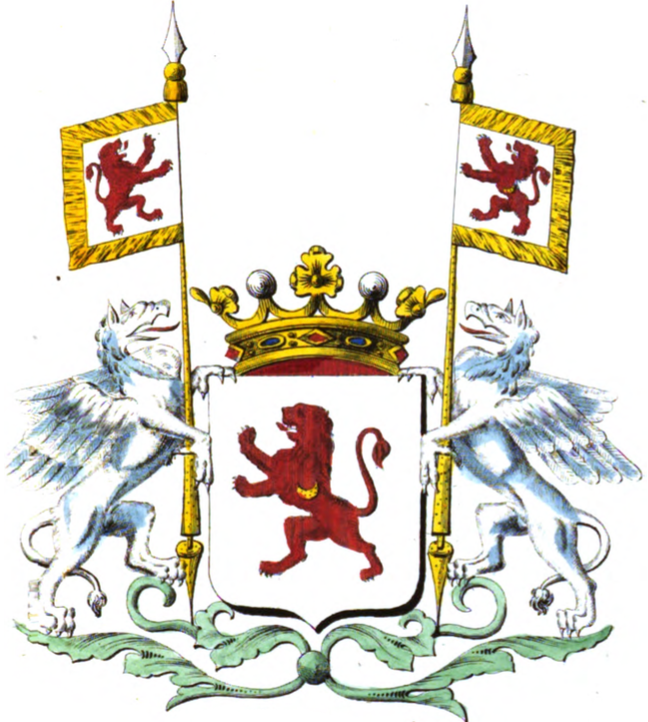
Wapen van de familie de Grady de Horion.

Ridder Henri de Grady (1683-1757) trouwde met Catherine de Salins of de Salms. Zijn oudste zoon was Henri-Godefroid de Grady (1707-1765), erfachtig pleitbezorger van Horion, die trouwde met barones Marie-Hubertine de Stockhem. Zij waren de ouders van
- Ridder Henri Léonard de Grady (Luik, 25 januari 1755 - Horion-Hozémont, 21 december 1835), die, in tegenstelling tot andere familieleden, pas in 1829 erkenning verkreeg in de erfelijke adel met de titel ridder, overdraagbaar op alle mannelijke afstammelingen. Hij trouwde met zijn nicht Marie-Adelaïde de Grady de Croenendael (1760-1828). Ze hadden negen kinderen van wie er drie trouwden en een voor afstammelingen zorgde, tot heden.

## De Grady de la Neuville
De tweede zoon van het echtpaar Henri de Grady-de Salins was Jacques de Grady (1711-1775). Hij trouwde met Marguerite de la Tour du Pin. Zij waren de ouders van
- Ridder Albert de Grady de la Neuville (Luik, 12 januari 1769 - Neuville-sous-Huy, 14 juni 1825), die trouwde in 1811 met Marie-Agnès de Saren (1789-1854). In de Franse tijd werd hij maire van Neuville-sous-Huy. In 1816 verkreeg hij erkenning in de erfelijke adel met de titel ridder, overdraagbaar op alle mannelijke afstammelingen en de benoeming in de Ridderschap van de provincie Luik.

Het echtpaar had zes kinderen, van wie er twee voor afstammelingen zorgden. In 1934 doofde deze familietak uit in de persoon van ridder Emile de Grady (1872-1934), burgemeester van Wimmertingen. De laatste naamdrager was zijn dochter Inès de Grady de la Neuville (1901-1998), eveneens burgemeester van Wimmertingen.

## De Grady de Brialmont
De derde getrouwde zoon van het echtpaar de Grady-de Salins was Albert de Grady (1717-1792), burgemeester van Luik. Hij trouwde met Marie-Anne de Namur. Zij waren de ouders van
- Ridder Charles-Albert Joseph de Grady (Luik, 9 december 1759 - 11 augustus 1835), die in 1784 trouwde met Marie-Elisabeth de Jacquet (1748-1838).

In 1817 werd hij erkend in de erfelijke adel met de titel ridder, overdraagbaar op alle mannelijke afstammelingen en benoeming in de Ridderschap van de provincie Luik. Het echtpaar had een zoon die voor hen overleed. Deze tak doofde uit met de dood van Charles-Albert.

## De Grady de Croenendael
Michel de Grady (1684-1758), de tweede zoon van Pierre-Henri de Grady, trouwde met Thérèse de Hallebaye. Hij kocht in 1757 de heerlijkheid en het kasteel van Croenendael, dat tot in 1861 in het bezit van de familie bleef. Het werd toen verkocht aan een verre neef, baron Emile de Rosen de Borgharen.
De Grady-de Hallebaye waren de ouders van Jean de Grady (1718-1761), die trouwde met Dieudonnée de Thier. Die waren dan de ouders van Michel de Grady (1755-1800), heer van Croenendael, die trouwde met Marie de Menth. Zij waren de ouders van
- Ridder Michel Albert Joseph de Grady de Croenendael (Luik, 28 mei 1785 - Waltwilder, 22 september 1857), die trouwde met Anne de Calwaert (1784-1810), in tweede huwelijk trad met Catherine de Bossart (1791-1813) en in derde huwelijk met Marie de Saren (1789-1854). In 1817 verkreeg hij erkenning van erfelijke adel met de titel ridder en de benoeming in de Ridderschap van de provincie Luik. Ze hadden als zoon Charles-Antoine de Grady de Croenendael (1806-1868), die trouwde met Pauline van den Branden de Reeth (1812-1863). Er waren vijf kinderen, maar met de dood van hun zoon, de ongehuwde mijningenieur Albert de Grady (1838-1906), doofde deze familietak in 1906 uit.

## De Grady de Bellaire
Albert de Grady (1698-1777), de derde zoon van Pierre-Henri de Grady, trouwde met Marie de Rosen. Zij waren de ouders van
- Ridder Albert-Antoine Henri de Grady (Luik, 4 juni 1748 - Wandre, 25 juni 1835), die onder het ancien régime lid was van de feodaal hof in Luik en in het Verenigd Koninkrijk der Nederlanden Tweede Kamerlid was. Hij verkreeg in 1816 erkenning van erfelijke adel met de titel ridder, overdraagbaar op alle mannelijke afstammelingen en benoeming in de Ridderschap van de provincie Luik. Hij trouwde in 1778 met Marie-Isabelle de Grady de Brialmont (1754-1780) en in tweede huwelijk met Charlotte de Stockhem. Het echtpaar had een dochter. Deze familietak doofde uit bij de dood van Albert-Antoine de Grady in 1835.